# Emilia Amper

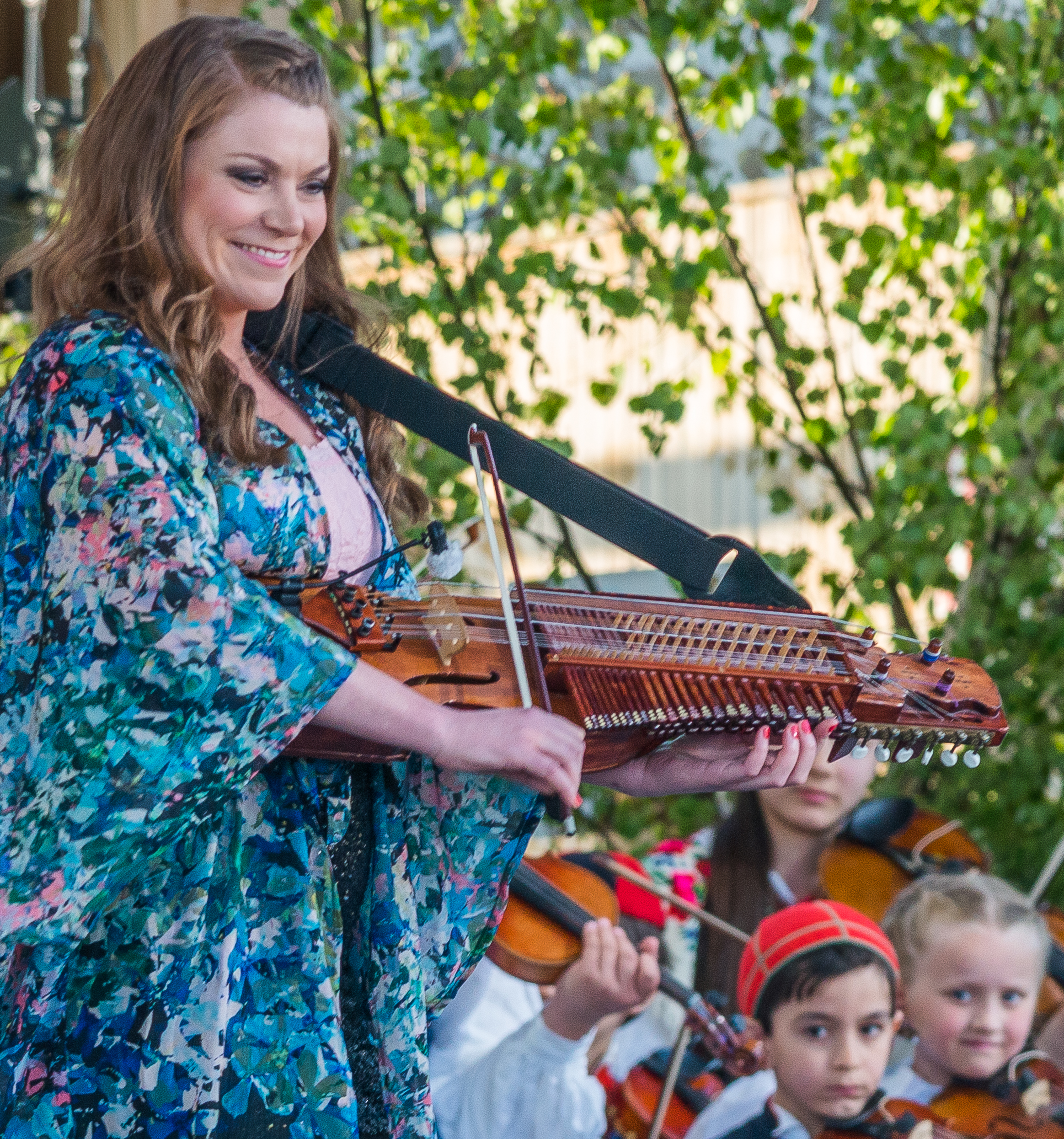
Emilia Amper på nyckelharpa.

Emilia Teresia Amper, född 5 juni 1981 i Bäve församling i Göteborgs och Bohus län, uppvuxen i Torsås i Kalmar län, är en svensk nyckelharpist, sångerska och kompositör.
2010 vann Amper världsmästerskapen i nyckelharpa.
Hon är medlem i folkmusiktrion ODE tillsammans med Olle Linder och Dan Knagg, spelar i duo tillsammans med Anna Petrini (blockflöjt), duo tillsammans med Nadin Al Khalidi (sång, gitarr, algerisk mandole), duo tillsammans med Anders Löfberg (cello och fiol), och leder Emilia Amper Band, där musiker som Lena Jonsson, Bridget Marsden, Anders Löfberg, Klara Källström, Olle Linder, Fredrik Gille och Dan Knagg brukar medverka. Hon medverkar i Frode Haltlis Grenseskogen/The border woods.
Hon har tidigare varit medlem i folkmusikgruppen Skaran tillsammans med Jonas Bleckman (cello) och Anna Rousell (traversflöjt), folkmusikgruppen Blink tillsammans med Johanna-Adele Jüssi (fiol), Jullie Hjetland (sång mm) och Charlotta Hagfors (sång mm) och The Forbidden Orchestra tillsammans med Nadin Al Khalidi, Liliana Zavala, Sousou Cissoko och Simona Abdallah.  
Amper debuterade 2012 med albumet Trollfågeln, vilket utgavs på Robert von Bahrs skivbolag BIS Records. Skivan gästades av bland andra Johan Hedin, Olle Linder och Anders Löfberg och mottog goda recensioner i pressen.
Utöver de egna skivorna har Amper medverkat som nyckelharpist på Jon Lords Beyond the Notes (2004), Sissel Kyrkjebøs Into Paradise (2006) och Marte Hallems Fimbulnatta (2012).

## Diskografi
- 2012 – Trollfågeln
- 2017 – Lux

### Fotnoter
1. ↑  läs online, nyckelharpansforum.net , läst: 3 december 2022.[källa från Wikidata]
2. ↑  läs online, zornmarket.se , läst: 5 december 2022.[källa från Wikidata]
3. ↑  ”Emilia Amper”. Birthday.se. https://www.birthday.se/Emilia-Amper/Vallentuna/1981/36f25f4040. Läst 17 december 2012.
4. ↑  Sveriges befolkning 1990, CD-ROM, Version 1.00, Riksarkivet (2011)
5. 1 2  ”Emilia Amper”. Naxos. Arkiverad från originalet den 8 december 2012. https://web.archive.org/web/20121208005421/http://naxosdirect.se/items/trollfageln-160209. Läst 17 december 2012.
6. ↑  ”Skaran”. Skaran. Arkiverad från originalet den 26 april 2013. https://archive.is/20130426013504/http://folkmusicartist.com/skaran.se/bandmembers.php. Läst 17 december 2012.
7. ↑  ”Trollfågeln”. Kritiker.se. Arkiverad från originalet den 8 december 2012. https://web.archive.org/web/20121208042126/http://kritiker.se/skivor/emilia-amper/trollfageln. Läst 17 december 2012.
8. ↑  ”Emilia Amper”. Discogs.com. http://www.discogs.com/artist/Emilia+Amper. Läst 17 december 2012.